# 이상한 과자가게 전천당
《이상한 과자가게 전천당》(일본어: ふしぎ駄菓子屋 銭天堂)은 일본의 작가 히로시마 레이코가 글을, 쟈쟈가 그림을, 김정화가 한국어로 번역을 한 책이다. 정식 우리말 번역판은 길벗스쿨에서 발간하고 있다. 전천당은 한자로 동전 전(錢), 하늘 천(天), 집 당(堂)이고 뜻은 ‘하늘에서 내려준 동전을 받는 가게’이며, 행운의 과자를 판다. TV 애니메이션은 도에이 애니메이션과 가나반 그래픽스에서 만들어 2020년 9월 8일부터 NHK 교육 텔레비전에서 방영되고 있다. 우리말 더빙은 투니버스에서 2021년 10월 20일부터 매주 수요일 밤 8시에 종료 있다. 시즌1이 2022년 3월 2일부터 6월 1일까지, 시즌2 파트1이 2023년 2월 1일부터 5월 26일까지 종료했다. 시즌3이 2024년 8월 21일 부터 12월 4일 까지 저녁 6시 -> 밤 8시 종료이다. 시즌4 2025년 8월 20일 방영 예정 이다.

## 방송 일시
| 방송 채널 | 방송일                           | 방송 시간 |
| --------- | -------------------------------- | --------- |
| NHK E     | 2020년 9월 8일 ~ 2022년 3월 30일 |           |
| NHK E     | 4월 8일 ~ 방영중                 |           |

| 방송 채널 | 방송일                            | 방송 시간 |
| --------- | --------------------------------- | --------- |
| 투니버스  | 2020년 10월 20일 ~ 2022년 1월 5일 | 종료      |
| 투니버스  | 2022년 3월 2일 ~ 6월 1일          | 종료      |
| 투니버스  | 2023년 2월 1일 ~ 5월 26일         | 종료      |
| 투니버스  | 2024년 8월 21일 ~ 12월 4일        | 종료      |
| 투니버스  | 2025년 8월 20일 ~ 방영예정        |           |

### 등장 인물
- 홍자
- 요미
- 마루
- 교수

### 목소리 출연
- 무정

한국판
- 우리말 제작 SMG홀딩스
- 기획, 제작, 수입, 배급, 제공, 저작권 SMG홀딩스

## 줄거리
전천당의 주인 베니코는 동전 무늬가 있는 자주색 기모노와 여러개의 유리구슬이 달린 비녀를 꽃고 있다. 그녀는 여러 가지 신기한 이름의 과자를 팔고있다. 전부 한가지 사연이 있는 주인공들이 등장한다. 그렇게 각자 신기한 이름의 과자를 먹고 행복을 가진 주인공도 있고 불행을 가진 주인공도 있다. 전천당에서 과자를 사려면 구슬박스를 돌려 나온 구슬에 적혀있는 그 날의 행운의 동전을 가지고 있어야 한다.

## 등장인물
- 베니코(紅子)[1]: 전천당의 주인이다. 몸집은 아주 크며, 머리카락은 눈처럼 하얗고 자주색에 동전이 그려진 기모노를 입고, 피부는 반들반들하다. 이유는 「주름탱탱매실장아찌」(애니메이션 판에선 매끈매끈매실장아찌)[2] 덕분이라고 3권에서 밝혔다. 요도미의 라이벌이다. 손님의 운은 손님이 결정하는 방향에 따라 행운이 될지, 불행이 될지 결정된다.[3] 미스테리한 인물이며, 화앙당의 '찢어 오징어'를 먹고 요도미와 인연을 끊어버린다.
- 스미마루(墨丸): 베니코가 키우는 검은색 털의 고양이다.[4] 웬만한 고양이들보다 똑똑하며, 9권에는 스미마루의 그림일기가 나온다. 애니메이션 판에서는 이름이 '마루'이다.
- 황금 마네키네코들 (애니메이션에서는 복고양이들): 전천당에서 과자를 만드는 역할이나, 구슬상자를 돌려서 그날의 손님을 정하는 역할을 맡고있다. 손님의 운에 따라 손님이 주고간 동전이 황금 마네키네코가 된다. 손님이 불행해지면 불행벌레가 되고, 좋은일이 일어나면 황금 마네키네코가 된다. 12권부터 더 이상 등장하지 않는다. 꽁치를 좋아한다.
- 요도미(よどみ)[5]: 베니코의 라이벌이며 <화앙당[6]>의 주인이다. 검은색 기모노를 입고있고 가지런한 남색 단발 머리카락과 믿을 수 없을정도로 하얀 피부이다. 사람들의 악의를 좋아해서 불행벌레로 만든 악의의 물건만 판다. 목소리는 걸걸하면서 장난스러운 애교가 섞인것처럼 들린다. 소녀의 모습이며 불행벌레를 잡는다. 미스테리한 인물이다.
- 카이도(怪童): 요도미를 도와 베니코와 싸우는 미스터리한 남자이다. 새장에 갇힌 요도미를 대신해 베니코와 승부를 겨룬 <천옥원>이라는 놀이공원의 주인이기도 하다. 요도미와 마찬가지로 12권부터 더 이상 등장하지 않는다.
- 로쿠조 교수(六条 教授): 12권부터 나온 수상한 교수이다. 전천당에서 과자를 산 손님들을 인터뷰한다. 전천당을 노리고 있다.길가에서 아무나 붓잡아 채크무늬지갑을 준 후 여기저기 돌아다니고한다.